# Ларинская (Вологодская область)
Ларинская — деревня в Нюксенском районе Вологодской области.
Входит в состав Нюксенского сельского поселения, с точки зрения административно-территориального деления — в Березовский сельсовет.
Расстояние до районного центра Нюксеницы по автодороге — 25 км. Ближайшие населённые пункты — Звегливец, Олешковка, Нюксеница.
По переписи 2002 года население — 37 человек (17 мужчин, 20 женщин). Преобладающая национальность — русские (89 %).